# Блог
Блог (на английски: blog), съкращение от Уеблог (на английски: weblog, буквално „уеб дневник“), е дискусионен или информационен уебсайт, състоящ се от отделни публикации, които обикновено се показват в обратен хронологичен ред (първо се показват най-новите публикации).
До 2009 г. блоговете обикновено са били дело на един човек [ необходимо цитиране ], понякога от малка група, често са обхващали една-единствена тема, но са разработени и „блогове с много автори“ (МABs) с мнения, написани от голям брой автори, редактирани професионално. MABs се създават от вестници и други медии, университети, мозъчни тръстове, организации с нестопанска цел, застъпнически групи и други подобни институции, и допринасят за увеличаващото се количество трафик към блогове. Възходът на Twitter и други „микроблогинг“ системи помага за интегрирането на MABs и самостоятелните авторски блогове в обществените информационни потоци. 
Появата и развитието на блоговете в края на 1990 г. съвпада с появата на инструменти за уеб публикуване, които улесняват публикуването на съдържание от потребители непрофесионалисти. (Преди това, за да се публикува съдържание в Мрежата, бе необходимо познаването на технологии като HTML и FTP.)
По-голямата част от блоговете са интерактивни, което позволява на посетителите да оставят коментари и дори съобщения помежду си чрез GUI джаджи, и точно тази интерактивност ги отличава от други статични уеб сайтове. В този смисъл, блогът може да се разглежда като вид социална мрежа. Всъщност, блогърите произвеждат не само съдържание, което публикуват в блоговете си, но също така изграждат социални връзки със своите читатели и с други блогъри. Има блогове с висок брой читатели, които не позволяват коментари, като Daring Fireball.
Много блогове предоставят коментари по определен въпрос; други функционират като лични онлайн дневници; трети служат за онлайн рекламиране на марка, на дадено лице или фирма. Типичният блог съчетава текст, изображения и връзки към други блогове, уеб страници, както и други медии, свързани с неговата тема. Възможността читателите да оставят коментари в интерактивен формат има голям принос за популярността на много блогове. Повечето блогове са предимно текстови, въпреки че някои са фокусирани върху изкуство (арт блогове), снимки (фото блогове), видео (видео блогове или „Vlogs“), музика (MP3 блогове) и аудио (подкасти). Микроблогинг е друг вид блог, който се характеризира с много кратки публикации. В областта на образованието, блоговете могат да се използват като учебни ресурси. Тези блогове са известни като edublogs.
Към 16 февруари 2011 г. са съществували над 156 милиона публични блогове. На 20 февруари 2014 г. по света е имало около 172 млн. „Tumblr“ и 75.8 млн. „WordPress“ блогове. През 2018 броят на микроблоговете само в „Tumblr“ надхвърля 425 милиона. Според критици и други блогъри, „Blogger“ е най-популярната блог услуга, която се използва днес, въпреки че „Blogger“ не предлагат публична статистика. „Technorati“ има 1,3 милиона блогове към 22 февруари 2014 г.

## История
Терминът „уеблог“ е за пръв път използван от Jorn Barger на 17 декември 1997 година. Кратката форма, „блог“, въвежда Peter Merholz , който шеговито разделя думата „weblog“ („уеблог“) на фразата „we blog“ („ние блог“) в страничната лента на блога си Peterme.com през април или май 1999 година. Малко след това, Evan Williams в Pyra Labs използва „блог“, както като съществително и глагол („to blog“ – „да блог“, което означава „да редактирате нечий уеблог или да публикувате до нечий уеблог“) и измисля термина „блогър“ във връзка с „Pyra Labs Blogger“ продукт, което води до популяризирането на блог платформите.

### Произход
От 14 юни 1993 Mosaic Communications Corporation поддържат тяхната „Какво ново“ секция, която е всъщност списък с нови уебсайтове. Тя се обновява ежедневно и архивира месечно. Страницата е достъпна чрез специален бутон „Какво ново“ в уеб браузъра Mosaic.
Модерният блог еволюира от онлайн дневник, където хората водят текущи сметки на личния си живот. Повечето такива писатели наричали себе си diarists, журналисти или journalers. Justin Hall, който стартира личен блог през 1994 г., докато е студент в Swarthmore College, е общопризнат като един от най-ранните блогъри, както и Jerry Pournelle. Dave Winer от Scripting News също се смята за един от първите и най-дълго поддържани блогове. The Australian Netguide списанието поддържа Daily Net Новини на техния уеб сайт от 1996 година. Друг ранен блог е Wireless Webcam, онлайн споделен дневник, съчетаващ текст, видео и снимки, предавани на живо от преносим компютър и EyeTap устройство. Тази практика на полуавтоматизирани блог системи с видео на живо заедно с текст е посочен като sousveillance, и такива записи също са били използвани като доказателство при съдебни дела.
Ранните блогове са просто ръчно обновявани компоненти, към съществуващи уеб сайтове. Въпреки това, развитието на инструменти, които улесняват писането и поддръжката на уеб статии, публикувани в обратен хронологичен ред прави процеса на публикуване и създаване на блогове много по-лесен, особено за хората, които нямат опит в програмирането. В крайна сметка, това е води до различен клас на онлайн публикации, които днес наричаме блогове. Например, използването на някакъв софтуер браузър сега е типичен аспект на блога. Блоговете могат да бъдат управлявани от хостинг групи, фирми, медии, както и от отделни лица.

### Нарастване на популярността
След бавен старт, блоговете придобиват бързо популярност. 
- Bruce Ableson стартира Open Diary през октомври 1998 г., който скоро нараства до хиляди онлайн дневници. Open Diary често се коментира от читателите, превръщайки се в първата блог общност, където читателите могат да добавят коментари към публикации в блога на други автори.
- Брад Фицпатрик започва LiveJournal през март 1999.
- Andrew Smales създава Pitas.com през юли 1999 г. като по-лесна алтернатива за поддръжката на страницата „Новини“ в уебсайтовете. През септември 1999 г. той създава Dairyland, който по-скоро приема формата на личен дневник.
- Евън Уилямс и Мег Hourihan (Pyra Labs) стартират Blogger.com през август 1999 г. (закупен от Google през февруари 2003 г.)

### Политическо влияние
Вижте също: Политически блог
На 6 декември 2002 г., в блога talkingpointsmemo.com Джош Маршал обръща внимание на американския сенатор Лот и коментарите му по отношение на сенатор Thurmond. Сенатор Лот в крайна сметка си подава оставката.
Един ранен етап в повишаването на значението на блогове идва през 2002 г., когато много блогъри, фокусирани върху коментарите спрямо лидера на американския сенат Трент Лот. По време на парти в чест на американския сенатор Strom Thurmond, Лот хвали сенатор Thurmond и го убеждава, че в САЩ би било по-добре, ако Thurmond е избран за президент. Критиците на Лот виждат тези коментари като мълчаливо одобрение на расова сегрегация, политика, препоръчвана от Thurmond. Това мнение е подсилене от документи и записани интервюта, изкопани от блогъри. (Виж Джош Маршал "и Talking Points Memo .) Коментарите направени от Лот публично събитие се появяват в медиите. Блогът спомага да се създаде политическа криза, която принуждава Лот да се оттегли като лидер на мнозинството.
По същия начин, блогове са сред движещите сили на „Rathergate скандал“. А именно: (телевизионен журналист) Dan Вместо представени документи (на CBS показва 60 минути), което е в пълно противоречие с приетите счетоводни отчети на военната политика на президента Буш. Блогърите обявяват документите за фалшификат, както и представят доказателства и аргументи в подкрепа на тази теза. Следователно, CBS се извини за случилото се. Много блогъри разглеждат този скандал, като едно от първите приемания на блогове „чрез средствата за масово осведомяване“ като източник на новини и мнение и като средство за прилагане на политически натиск.
Въздействието на тези истории дава по-голяма достоверност на блоговете като средство за разпространение на новини. Въпреки че често се гледа на тях като на партизански клюки, [ необходимо цитиране ] блогърите понякога първи достигат до ключова информация и я предоставят на обществото, а масовите медии последват примера им. По-често обаче блоговете за новини са склонни да реагират на материал, вече публикуван от мейнстрийм медиите. В същото време, има все по-голям брой експерти в блоговете, което ги прави източник на по-задълбочен анализ. [ оригинални изследвания? ]
В Русия, някои политически блогъри започват да оспорват господството на длъжностните лица. Автори на блогове като Рустем Адагамов и Алексей Навални имат много последователи и псевдонимът на последния за управляващата партия „Единна Русия“ е „партия на мошеници и крадци“. Той е добре приет от протестиращите срещу режима. Това кара The Wall Street Journal да нарече Навални „човекът, от който Владимир Путин се страхува най-много“ през март 2012 година.

### Мейнстрийм популярност До 2004 г., ролята на блоговете става все по-обичайно явление сред политическите консултанти и новинарските услуги. Политиците започват да ги използват, за да достигат до своята аудитория и да агитират. Чрез блогове политическите кандидати изразяват своите становища относно международното положение други въпроси и така циментират ролята на блоговете като източник на новини. Дори политиците, които нямат активна избирателна кампания, като например члена на Лейбъристката партия Том Уотсън, започват да блог, за да се свържат с избирателите си млъквай
През януари 2005 г., списание Fortune изброява осем блогъри, които бизнесмените „не могат да игнорират“: Peter Рохас, Xeni Jardin, Бен Трот, Мена Трот, Джонатан Шварц, Джейсън Голдман, Робърт Scoble и Джейсън Калаканис.
Израел е сред първите държави, чието правителство създава официален блог. Под въздействието на David Saranga, израелското министерство на външните работи активно по приемането на Web 2.0 инициативи, включително официален видео блог и политически блог. Министерството на външните работи също така провежда микроблогинг пресконференция чрез Twitter за своята война с Хамас. Saranga отговаря на въпроси от страна на обществеността в кратки текстови съобщения на живо пред целия свят. Въпросите и отговорите по-късно са публикувани на IsraelPolitik, официален политически блог на страната.
Въздействието на блоговете върху основните медии също е признато от правителствата. През 2009 г. присъствието на американската журналистическа индустрия намалява до толкова, че няколко вестникарски корпорации подават молба за несъстоятелност, което води до по-малко пряка конкуренция между вестниците в рамките на същия тираж в района. Дискусия се очертава дали вестникарската индустрия трябва да се възползва от пакет от стимули от федералното правителство.

## Видове
Има различни видове блогове, различаващи се не само във вида на съдържанието, но и в начина по който то се предоставя.
Лични блогове
Личният блог е един непрекъснат дневник или коментар, написан от един индивид.
Микроблогинг
Микроблогването е практиката на публикуване в интернет на малки парчета на текстово съдържание, което може да бъде текстово, снимки, линкове, кратки видеоклипове или друга медия. Микроблогването предлага преносим режим на комуникация. Приятели го използват, за да поддържат връзка помежду си, бизнес партньори го използват за координиране на срещи или да споделяте полезни ресурси, както и известни личности и политици (или техните публицисти) използват микроблога за концертни дати, лекции, книги за пресата, или туроператорите за споделяне на графици. Широк и растящ набор от инструменти позволява сложни актуализации и взаимодействие с други приложения, което предлага нови възможности за този вид комуникация. Примери за такива включват Twitter, Facebook, Tumblr и Weibo.
Корпоративни и организационни блогове
Блогът може да бъде използван за бизнес цели. Блоговете се използват вътрешно – за да се подобри комуникацията и културата в корпорацията или външно – за маркетинг, брандинг или връзки с обществеността. Подобни блогове за клубове и общества, се наричат клуб блогове, групови блогове или с подобни имена; обичайното използване е да информира членове и други заинтересовани страни за клуба и дейностите на организацията.
Жанрови блогове
Някои блогове се фокусират върху определена тема, като например политически блогове, здравни блогове, туристически блогове (т.нар. travelogs), градинарство, дом, мода, проекти, образование, музика, право (blawgs) или dreamlogs. Блоговете от типа „Как да...“ са много популярни. Блогове под формата на дискусия, особено около дома и семейството, също се радват на голям интерес. Ерика Даймънд създава Womenonthefence.com който се следи от над два милиона читатели месечно.
Някои блогове се използват единствено с цел спамене, наричат се също Splog.
По тип медии
Блог, включващ видеосъдържание, директно или чрез връзка към платформа за качване на видеоклипове, се нарича видеоблог (или накратко „влог“);
Блог, включващ връзки се нарича linklog;
Сайт, който съдържа набор от скици, се нарича sketchblog;
Photoblog – съдържащ снимки;
Блогове с кратки мнения и смесени видове медии се наричат tumblelogs;
Блогове, които са написани на пишеща машина и след това са сканирани, се наричат амплоа или амплоа блогове;
Рядък вид блог домакин на протокола „Gopher“ е известен като Phlog.
Чрез устройство
Блогът може да бъде определен от вида на устройството, използвано за негово създаване. Блогът, написан на мобилно устройство, може да се нарече moblog.
Reverse блог
Това е система, която позволява на повече от един автори да създават и публикуват съдържание в един блог. Такива платформи са отворени за всеки.

## Общност и каталогизиране
В блогосферата
Общността на всички блогове е известна като блогосфера. Тъй като всички блогове са в интернет, по дефиниция те могат да се разглеждат като взаимосвързани социални мрежи, чрез blogrolls, коментари, LinkBacks (Refbacks, проследявания и Pingbacks) и препратки. Дискусиите „в блогосферата“ понякога се използват от медиите като габарит на общественото мнение по различни въпроси. Тъй като нови, неразработени общности от блогъри и техните читатели могат да се появят в рамките на няколко години, интернет маркетингът отделя специално внимание на тенденциите в „блогосферата“.
Блог търсачките
Няколко блог търсачки се използват за намиране на съдържание, като например Bloglines, Blog Scope и Technorati. Technorati, който е сред най-популярните блог търсачки, предоставя актуална информация за популярни търсения и тагове, използвани за категоризиране на блог публикации.
Blogging общности и директории
Няколко онлайн общности съществуват, които свързват хората за блогове и блогъри с други блогъри, включително Blog Catalog и My Blog Log. Някои специфични блог платформи също са на разположение. Например, Blogstаr има значителна общност сред политическите блогъри. Global Voices дава поле за изява на лица, които не са допуснати до мас медиите.
Blogging и реклама
Блогърите често използват своите сайтове за да рекламират даден продукт или услуга. Популярността на блоговете също води до създаването на „фалшиви блогове“. Така създават блог като маркетингов инструмент за насърчаване на даден продукт.

## Популярност
Изследователите активно анализират динамиката на това как блогове стават популярни. Съществуват основно две мерки: популярност чрез цитати, както и популярност чрез принадлежност (т.е., блогрол). Основният извод от изследванията на структурата на блогове е, че докато това отнема време за един блог, за да стане популярен чрез blogrolls, постоянни връзки могат да увеличат популярността по-бързо и може би са по-показателни за популярност и авторитет от blogrolls, тъй като те означават, че хората са всъщност четат съдържанието на блога и прецени, че е ценно и си заслужава да бъде споделено.
The blogdex проектът стартира от изследователи в MIT Media Lab за обхождане на мрежата и събира данни от хиляди блогове, за да разследва техните социални свойства. Информацията е събирана от инструмента, в продължение на четири години, през които той автономно проследява как най-горещата информация се разпространява в блог общността и добива популярност. Други подобни проекти са tailrank.com и spinn3r.com.
Блоговете са подредени в ранглиста на блог търсачката Technorati въз основа на броя на входящи линкове и Alexa Internet (Web Хитове от потребителите Alexa Toolbar). През август 2006 г., Technorati открива, че най-препращаният блог в интернет е, на китайската актриса Xu Jinglei. Китайската медия Xinhua съобщава, че този блог са получил повече от 50 милиона посещения на страница, твърдейки, че това е най-популярният блог в света.

## Размиване със средствата за масово осведомяване
Много блогъри, особено тези, ангажирани в журналистиката, се отличават от традиционните медии, а други са членове на този медии, но работят на различен канал. Някои институции виждат блоговете като средство за „опознаване на филтъра“ и пускат съобщения директно към обществеността. Някои критици се притесняват, че блогъри не зачитат нито авторско право, нито ролята на средствата за масова информация в представянето на достоверни новини. 
Много мейнстрийм журналисти, междувременно, пишат свои блогове. Първата известна употреба на блог от новинарски сайт е през август 1998 г., когато Джонатан Дубе от The Charlotte Observer публикува една хроника – Hurricane Бони. 
Някои блогъри се местят към други медии. Следните блогъри са се появили по радиото и телевизията: Дънкан Блек (известен широко от неговия псевдоним, Atrios), Глен Рейнолдс (Instapundit), Маркос Moulitsas Zuñiga (Daily Kos), Алекс Щефен (Worldchanging), Ана Мари Кокс (Wonkette), Нейт Силвър (FiveThirtyEight.com) и Езра Клайн (Езра Клайн блог в The American Prospect, сега в Washington Post). В контрапункт, Hugh Hewitt е пример за личност преминала от средствата за масова информация към блогосферата, която се е преместила в другата посока.
Блоговете също са оказали влияние върху малцинствените езици, обединявайки разпръснати лектори и обучаеми; това е така, особено с блогове в келтските езици. Издаването на малцинствен език е скъпо, но четивата намерат своята аудитория чрез блоговете.
Има много примери за блогъри, които са публикували книги въз основа на техните блогове, например, Салам Пакс, Елън Simonetti , Джесика Кътлър , ScrappleFace . Блог-базирани книги са получили името Blook . Награда за най-добър блог на базата на книгата започва да се дава през 2005 г., а наградата получава Lulu Blooker. Въпреки това, успехът е неуловим офлайн, като много от тези книги не се продават. Само блогърът Tucker Max достига до списъка „Бестселър“ на The New York Times.

## Потребителски генерирани реклами в блоговете
Това е сравнително нов тип маркетингова комуникация между бизнеса и потребителите. Сред различните форми на реклама в блоговете, най-често се срещат спонсорирани публикации. Това са записи или публикации в блога и може да бъдат под формата на обратна връзка, коментари, мнения, видеоклипове и т.н., и обикновено съдържат линк към желаното място с помощта на ключови думи.
Блоговете водят до рабиването на традиционния рекламен модел, и сега компаниите могат да прескочат рекламните агенции (по-рано единственият начин да се достигне до клиента) и да се свържат директно с клиентите си. От друга страна, нови компании, специализирани в блог рекламата се създават, за да се възползват от това ново развитие.
Въпреки това, има много хора, които гледат негативно на това ново развитие. Някои вярват, че всяка форма на търговска дейност на блогове ще унищожи доверието в блогосферата.

## Правни и социални последици
Blogging може да доведе до редица законови приблеми и други непредвидени последици.

### Клевета или пасив
Няколко случая са заведени пред националните съдилища срещу блогъри, касаещи въпроси, на клевета или пасив. В САЩ изплащанията, свързани с блоговете са в размер на 17,4 милиона щатски долара до 2009 г.; в някои случаи те са били покрити от застраховка чадър. Доставчиците на интернет услуги (ISP), като цяло, бе носят отговорност за информацията, която произхожда от трети страни.
В Doe срещу Кейхил, върховния съд в Делауеър е приел, че строгите стандарти трябва да бъдат изпълнени, за да разкрият анонимните блогъри. В странен обрат, Cahills успяват да разкрият самоличността на John Doe, който се оказа да бъде политически съперник на кмета на града – членът на общината Кейхил. 
През януари 2007 г., двама видни малайзийски политически блогъри, Джеф Ой и Ahirudin Attan , са били съдени от про-правителствен вестник, The New Straits Times Прес (Малайзия) във връзка с предполагаем клевета. Ищецът е подкрепен от правителството на Малайзия. След този случай, правителството на Малайзия предлага да се „регистрират“ всички блогъри в Малайзия, за да се контролират по-добре от партии, срещу които се борят. Това е първото такова юридическо дело срещу блогъри в страната.
В Съединените щати на блогъра Аарон Уол бе предявен иск от страна на Traffic Power за клевета и публикуване на търговски тайни през 2005 година. Според Wired Magazine, Traffic Power са били „забранени от Google по подозрения за манипулиране на резултатите от търсенето.“ Уол и други SEO оптимизатори твърдят, че това което правят, е опит да се защити обществеността.
През 2009 г., NDTV издава правна забележка към индийския блогър Kunte за блог пост, критикуващ отразяването на нападенията в Мумбай. Блогърът безусловно оттегля поста си, което довежда до критика от няколко индийски блогъри, твърдящи, че NDTV се опитва да заглуши критиците.

### Наемане на работа
Служителите, които блогват за тяхното място на работа могат да засегнат признаването на марката на техния работодател. Като цяло, опитите на блогърите наети лица да останат анонимни се оказват неефективни.
Delta Air Lines уволнява стюардесата Елън Симонети, защото тя е публикувала снимки на себе си в униформа на самолет и заради коментари, публикувани в блога ѝ „Кралица на небето: Дневникът на една стюардеса“, които работодателят смята за неуместни. Този случай повдига въпроса за личен блог и свободата на изразяване в сравнение с правата на работодателите и отговорностите. Така Симонети получава широко медийно внимание. Тя взима правни действия срещу авиокомпанията за „неправомерно прекратяване, клевета и пропуснати бъдещи заплати“. Делото е отложено, докато Delta е в несъстоятелност.
В началото на 2006 г., на Erik Ringmar, щатен старши преподавател в Лондонското училище по икономика, е било разпоредено от Организатор на неговия отдел „да поеме надолу и унищожи“ блога си, в който той обсъжда качеството на образование в училището.
Марк Кубински, собственик на Далас Маверикс, е глобен през 2006 година по време НБА плейофите, за критикуване на служителите на НБА на корта и в своя блог.
Марк Джен е уволнен през 2005 г., след 10 дни работа като асистент продуктов мениджър в Google за обсъждане на фирмени тайни в личния си блог, той прави това на Blogger, платформа собственост на Google. В блога си пише за неиздадени продукти и финанси седмици преди обявяването приходите на компанията. Джен не спазва срока даден му от работодателя да премахне съдържанието от блога си и след два дни е уволнен.
В Индия, блогърът Gaurav Sabnis подава оставка в IBM, след като изразява личните си мнения за ръководството на училището IIPM.
Джесика Кътлър, известна още като „The Washingtonienne“, поддържа блог за сексуалния си живот, докато работи като асистент на Конгреса. След като блогът е открита тя е уволнена. По-късно тя пише роман на базата на опита си и блог: The Washingtonienne: A Novel. Cutler се съди се един от бившите си любовници в случай, че би могло да се установи степента, до която блогъри са длъжни да защитават неприкосновеността на личния живот на техните реални партньори в живота.
Catherine Sanderson, известен още като Petite Anglaise, губи работата си в Париж в британска счетоводна фирма, заради блога си. Въпреки че в блога си пише по един доста анонимен начин, някои от описанията на фирмата и някои от членовете ѝ са описани не особено ласкателно. Sanderson по-късно печели дело за обезщетение от британската фирма.
От друга страна, Penelope Trunk пише оптимистична статия в Boston Globe още през 2006 г., озаглавена „Блогове“ съществени „за една добра кариера“. Тя е един от първите журналисти, отбелязали, че голяма част от блогърите са професионалисти и че един добре написан блог може да помогне за привличането на работодателите.

### Политически опасности
Блогването понякога може да има непредвидими последици в политически чувствителни области. Блоговете са много по-трудни за контрол от телевизионните предавания или дори печатни медии. В резултат на това, тоталитарни и авторитарни режими често се стремят да потискат блогове и / или за да накаже онези, които ги поддържат.
В Сингапур две етнически китайки са били в затвора заради свои постове, съдържащи антимюсюлмански забележки.
Египетският блогър Карим Амер бе обвинен в обида на египетския президент Хосни Мубарак и ислямската институция чрез своя блог. Това е първият път в историята на Египет, че един блогър е бил преследван. След кратко проучване на сесията, проведена в Александрия, Амер е признат за виновен и осъден на лишаване от свобода от три години, за обида на исляма и подстрекаване на размирици и една година за обида на Мубарак.
Египетският блогър Абдел Монем Махмуд е арестуван през април 2007 г. за антиправителствени писания в блога си. Монем е член на тогава забраненото Мюсюлманско братство .
След египетската революция от 2011 г., египетски блогърът Maikel Nabil Sanad е обвинен в обида на армията в статия, която той пише в личния си блог и осъден на 3 години. [92]
След изразяване на становища в личния си блог за състоянието на суданските въоръжени сили, Ян Пронк, специален представител на ЕС за Судан, получава тридневен срок да напусне Судан. Суданската армия иска депортирането му. 
В Мианмар, Ней Лът, блогър, е осъден на 20 години затвор за публикуване на карикатура на държавния глава Than Shwe.

### Лична безопасност
Вижте също: сайбърстокинг и Internet убийство
Едно от последствията на блоговете е възможността за атаки или заплахи срещу блогър, понякога без видима причина. Kathy Sierra , автор на безвредния блога безвреден „Creating Passionate Users“, е целта на тези порочни заплахи и женомразки обиди. Тя отменя речта си по време на конференция в Сан Диего, опасявайки се за безопасността си. Докато анонимността сред блогърите е почти невъзможна, интернет троловеете, които ще атакуват блогър със заплахи или обиди могат да бъдат окуражени от своята собствена анонимност. Sierra и поддръжници, инициират онлайн дискусия, насочена към противодействие на злоупотреба с онлайн поведение и разработили код блогър на поведение .

### Поведение
Кодекс за поведение на Blogger е предложение от Tim O'Reilly за блогъри да наложат цивилизованост на техните блогове.. Кодът е предложена през 2007 г. поради заплахи, отправени към блогърката Kathy Sierra. Идеята на кода е била съобщена за първи път от BBC News , който цитира O'Reilly: „Аз мисля, че имаме нужда от някакъв код на поведение около това, което е приемливо поведение, аз се надявам, че тя не идва чрез някакъв вид регулиране, че ще дойде чрез саморегулиране.“ 
O'Reilly, а и други предлагат списък от седем идеи:
1. Поемете отговорност не само за собствените си думи, но и за коментарите във вашия блог.
2. Обозначете вашето ниво на толерантност към злоупотреби и коментари.
3. Помислете за премахване на анонимни коментари.
4. Игнориране на троловете .
5. Вземете разговор в режим офлайн и говорете директно или намерете посредник, който може да направи това.
6. Ако познавате някой, който се държи лошо, кажете им това.
7. Не казвай нищо онлайн, което не бихте казали лице в лице.